# Deuerling
Deuerling è un comune tedesco di 2 092 abitanti, situato nel land della Baviera.